# Арагонски език
Арагонски (aragonés) е романски език, който се говори от около 10 000 души по долината на река Арагон, Собрарбе и Рибагорса в провинцията Уеска, Арагон, Испания.

## История на арагонския език
Арагонският език води началото си от 8 век, когато един от многото латински диалекти започнал да се развива в Пиренеите под влиянието на баскския език. Първоначалното Кралство Арагон (съставено от графствата Арагон Собрарбе и Рибагорса) прогресивно се разширявало от планинските вериги в южна посока, избутвайки все по на юг Маврите по време на Реконкистата и разпространявайки арагонския език.
Династическият съюз между каталонските графства и Кралство Арагон не довел до смесването на езиците на двете земи в един. Каталонски продължил да се говори на изток, а арагонски на запад. Освен това каталонският се разпространил в новите територии завоювани от Маврите: Балеарските острови и новото кралство Валенсия. Арагонската реконкиста завършила в кралство Мурсия, което било отстъпено от Хайме I Арагонски на кралство Кастилия като зестра за една арагонска принцеса.